# Емельянова, Дарья Игоревна
Дарья Игоревна Емельянова (родилась 7 февраля 1987 г., Липецк) — российский кинорежиссёр, кинопродюсер, актриса
.

## Биография
Родилась 7 февраля 1987 г. в Липецке, в театральной семье. В 12 лет переехала с семьей в Санкт-Петербург.
В 2004 окончила Санкт-Петербургскую детскую художественную школу № 6.
В 2009 году окончила мастерскую Владимира Григорьева в Российском государственном институте сценических искусств (бывший СПбГАТИ).
Во время учёбы работала ассистентом режиссёра на киностудиях Ленфильм и Леннаучфильм.
Её короткометражные фильмы демонстрировались и получали призы на различных кинофестивалях в России и за рубежом.
С 2015 года режиссер и актриса театра «Parabasis» 
Также занимается арт-медиа, анимационными и театральными проектами. 

## Фильмография
| Год  |     | Русское название | Оригинальное название                                 | Роль                                 |
| ---- | --- | ---------------- | ----------------------------------------------------- | ------------------------------------ |
| 2007 | кор |                  | "Жажда жить"                                          | режиссер, оператор, режиссер монтажа |
| 2009 | кор |                  | "Лифт Арцутанова.С ручной камерой вдогонку за гением" | режиссер, оператор, режиссер монтажа |
| 2010 | кор |                  | "Красота Божьего мира"                                | режиссер                             |
| 2011 | кор |                  | «Рождественская сказка»                               | режиссер монтажа                     |
| 2011 | кор |                  | "Борис Пильняк. Роман с Коломной"                     | режиссёр монтажа                     |
| 2011 | кор |                  | "Сам"                                                 | режиссер монтажа                     |
| 2011 | кор |                  | "Николка"                                             | режиссер монтажа                     |
| 2012 | кор |                  | "Тарутино"                                            | режиссер монтажа                     |
| 2013 | кор |                  | "Мыльная история"                                     | режиссер монтажа                     |
| 2014 | кор |                  | "Картонный человек"                                   | режиссер-постановщик, продюсер       |

## Награды
- 2007 — Приз на IV Международном Телекинофестивале «Саратовские страдания (кинофестиваль)»
- 2009 — Приз «За лучший документальный фильм» на III Московском Фестивале Короткометражных Фильмов «Дебютное кино» г. Москва (
- 2009 — «Приз гильдии киноведов и кинокритиков» на III Московском Фестивале Короткометражных Фильмов «Дебютное кино» г. Москва    -стр 46,  — стр18.
- 2009 — Диплом «За воплощение на экране интересного героя» на XIX МКФ «Послание к человеку» г. Санкт-Петербург
- 2009 — Приз и Диплом на XIV Международном Фестивале Эклогических фильмов «Green Vizion» (Программа «Экология души»)
- 2009 — Диплом От Всех Членов Жюри «За любовь к людям» на II Всероссийском кинофестивале «Арткино (кинофестиваль)». г. Москва. (
- 2009 — Диплом « Особое Упоминание Жюри» на II Международном Кинофестивале «Нет-Фестиваль» г. Челябинск.
- 2009 — Диплом «За лучшую режиссёрскую работу» на XII Евразийском телефоруме. Национальная премия «Страна» Москва, 2009г
- 2010 — Специальный приз союза кинематографистов Казахстана «Золотой Кулагер» на VIII МКФ «Звезды Шакена»
- 2010 — Диплом IX МКФ «Покров» (г. Киев) — фильм «Николка».
- 2011 — Первое призовое место (Грамота от Министра культуры Российской Федерации А. А. Авдеева) на VIII Всероссийском кинофестивале короткометражных фильмов «Семья России» — аним. фильм «Красота Божьего мира».

## Участие в кинофестивалях
- 2009 — 52 Международный фестиваль документального и анимационного кино в Лейпциге (Dok Leipzig) Международная программа г. Лейпциг, Германия  -стр 105.
- 2009 — «Open Cinema» V Международный Фестиваль Короткометражного Кино и Анимации. Конкурс короткого метра г. Санкт-Петербург.
- 2009 — «Литература и кино» XV Всероссийский Кинофестиваль. Конкурс короткого метра г. Гатчина (
- 2012 — МКФ «Территория кино»(Калининград 2011) специальный показ.
- 2009 — МКФ «Радонеж». Конкурс короткого метра
- 2009 — МКФ «Радонеж» Конкурс короткого метра
- 2009 — Святая Анна (фестиваль) XVII Открытый Фестиваль студенческих и дебютных фильмов. Конкурс короткого метра г. Москва.
- 2009 — Международный кинофестиваль «Лучезарный ангел» Конкурсная программа
- 2009 — МКФ «Aye aye Flilm Festival» Участник программы «Дни Русской Культуры Во Франции» г. Нанси, Франция.
- 2009 — «Золотой Витязь» XVIII Международный Кинофорум. Конкурс короткого метра г. Липецк.
- 2009 — XII МКФ «Дебошир-фильм» Конкурс короткого метра г. Санкт-Петербург.
- 2009 — «Ступени» III Правозащитный международный кинофестиваль. панорама. г. Харьков, Украина.
- 2010 — «Kinotranzyt» Фестиваль Документальных Фильмов. Конкурс короткого метра г. Познань, Польша.
- 2010 — V!!! МКФ «Покров». Конкурсная программа (г. Киев) — аним. фильм «Красота Божьего мира».
- 2011 — VIII Международный кинофестиваль «Сказка». Конкурсная программа (г. Москва) — аним. фильм «Рождественская сказка».
- 2011 — VIII Международный телекинофестиваль «Саратовские страдания». Конкурсная программа (г. Саратов) — фильм «Борис Пильняк».
- 2014 — XI Международный Благотворительный Кинофестиваль «Лучезарный ангел». Внеконкурсный показ (г. Москва) — аним. фильм «Красота Божьего мира».  (стр 79)
- 2015 — IV Московский Молодёжный Кинофестиваль «Будем жить!» Конкурс короткого метра.
- 2015 — «XXXVII Московский международный кинофестиваль» Конкурс короткого метра.  г. Москва.

## Роли в спектаклях (избранное)
- В. Хлебников «Мирсконца» -роль Оля в детстве («Маленький театр» г. Липецк)
- А. Линдгрен «Малыш и Карлсон» — роль Фрекен Бок (Театр «Parabasis» г. Москва)
- А. Н. Толстой «Приключения Буратино» — роль Лиса Алиса (Театр «Parabasis» г. Москва)
- Н. В. Гоголь «Рукопись найденная под подушкой» — роль Городничиха (Театр «Parabasis» г. Москва)
- По произведению А. Г. Хмелика «Гуманоиды» — роль Учительница (Театр «Parabasis» г. Москва)
- По произведению пьесы А. П. Чехова «Внутри Чайки» — роль Аркадина (Театр «Parabasis» г. Москва)
- К. Прутков «Фантазия» — роль Лизавета Платоновна (Театр «Parabasis» г. Москва)
- По рассказам А. П. Чехова «Дышите глубже» — роль Надежда Филиповна (Театр «Parabasis» г. Москва)
- По мотивам водевиля П. А. Каратыгина «Булочная, или Перепуганный немец» — роль дочь Булочника (Театр «Parabasis» г. Москва)
- «Фантастический сон с Ландринами» — роль Анна Андреевна (Театр «Parabasis» г. Москва)
- Н. В. Гоголь «Вечера на хуторе близ Диканьки» — роль Солоха (Театр «Parabasis» г. Москва)
- Л. А. Чарская «Как Иван счастье искал» — роль Эвелина (Театр «Parabasis» г. Москва)
- Ш. Перро «Кот в сапогах» — роль принцесса недопринцесса (Театр «Parabasis» г. Москва)
- По мотивам сказки Э. Т. А. Гофмана «Щелкунчик и мышиный король» — роль Мышильда (Театр «Parabasis» г. Москва)
- А. С. Пушкин «Сказка о царе Салтане» — роль Царица (Театр «Parabasis» г. Москва)
- По пьесе А. Н. Островского «Будни Бальзаминова» — роль Анфиска (Театр «Parabasis» г. Москва)
- По произведению Х. К. Андерсена «Чудесная история Кая и Герды» — роль Снежная королева (Театр «Parabasis» г. Москва)
- К. Гоцци «Ворон» — роль Армилла (Театр «Parabasis» г. Москва)

## Театральные работы (режиссёр)
- С. Вепрев «Веничка ищет Бога» (Реж. Д. Емельянова) «Театр Пастила» г. Коломна
- К.Гоцци «Ворон» (Реж Д. Емельянова совместно с Л. Ролдугиной).(Театр «Parabasis» г. Москва)